# Limnonectes laticeps
Limnonectes laticeps és una espècie de granota que viu a Brunei, l'Índia, Indonèsia, Malàisia, Myanmar, Tailàndia i, possiblement també, a Bangladesh i Bhutan.
Està amenaçada d'extinció per la pèrdua del seu hàbitat natural.